# 버마 철도

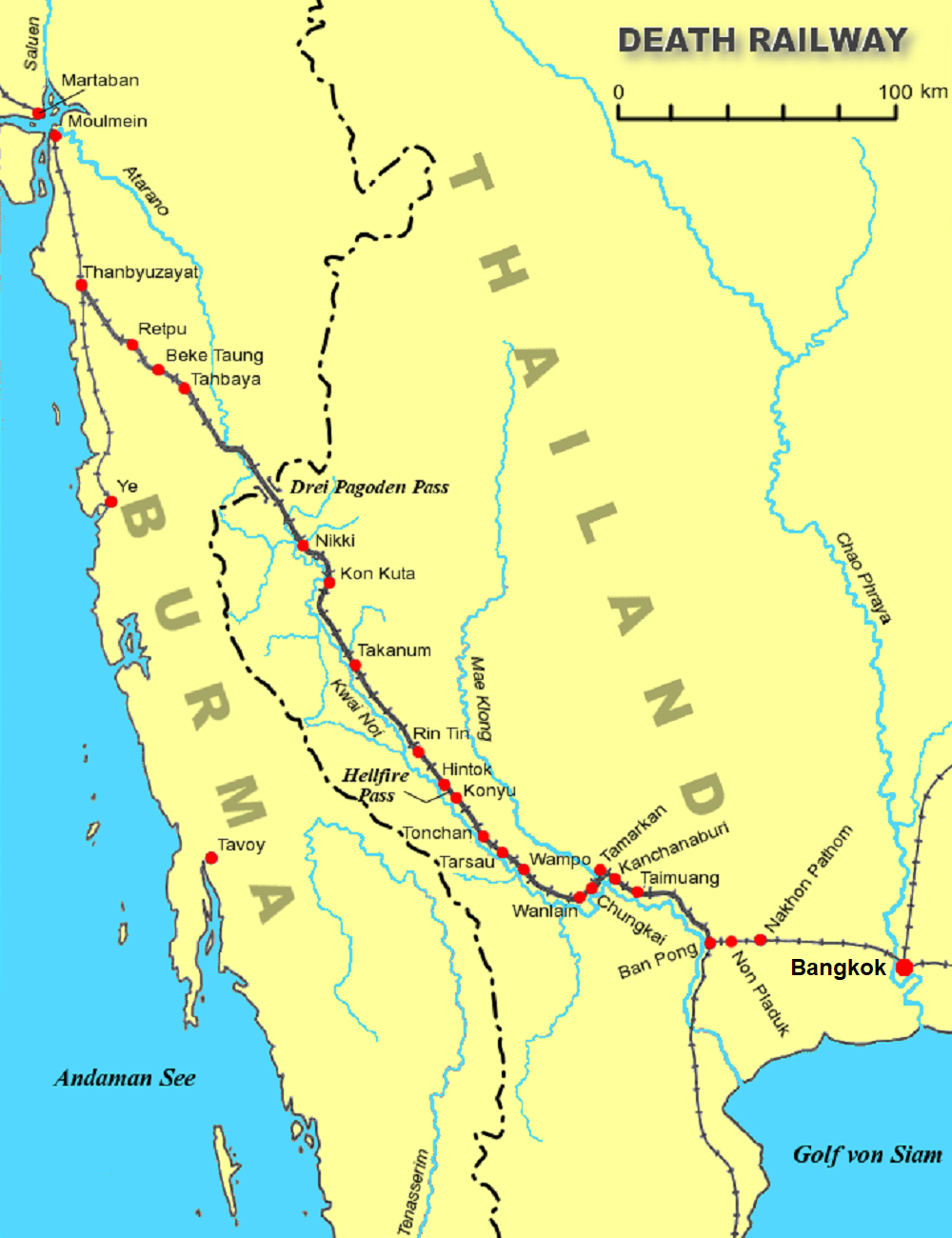
버마(오늘날의 미얀마) 철도의 지도

버마 철도(-鐵道, 영어: Burma Railway, Thailand-Burma Railway, 일본어: 泰緬連接鉄道) 또는 죽음의 철도(-鐵道, 영어: Death Railway, 태국어: ทางรถไฟสายมรณะ, 일본어: 死の鉄道)라고도 불리는 철도로, 제2차 세계 대전 당시 일본 제국 육군이 버마를 점령하기 위해 만들어진 철도로서 군인과 전쟁 물자를 수송하기 위해 건설되었다. 연합군 전쟁 포로와 징용된 민간인들의 피와 땀으로 건설되었다고 해도 과언이 아닐 정도로 이 철도 건설을 위하여 많은 사상자가 났었고, 이 철도의 길이는 약 400km로, 미얀마와 연결돼있다.

## 투입된 인원
- 전쟁 포로 6만여명
- 태국·인도네시아·미얀마·말레이시아외 아시아 노동자 20만명

## 사망 이유
- 질병·부상·영양실조·중노동

## 사망 인원
- 11만 6천여명

## 제2차 세계 대전 후
1987년에 버마 철도의 폐선 구간을 복구하고, SL 달리게 관광 노선으로 부활시키려는 계획이 부상했다. 이 계획은 태국 정부가 일본의 자금 원조를 통해 복구하려고 계획이었기 때문에, 제2차 세계 대전 중에 포로로 버마 철도의 건설에 연행된 오스트레일리아(호주) 재향 군인회와 네덜란드의 옛 포로들은 "버마 철도의 복구는 아우슈비츠를 유원지화하는 것이다!"고 맹렬히 반발했다.

## 같이 보기
- 일본의 전쟁 범죄
- 콰이 강의 다리